# Mokrzec (województwo podkarpackie)
Mokrzec – wieś w Polsce położona w województwie podkarpackim, w powiecie dębickim, w gminie Pilzno.
W latach 1954–1972 wieś należała i była siedzibą władz gromady Mokrzec. W latach 1975–1998 miejscowość administracyjnie należała do województwa tarnowskiego.
Wierni kościoła rzymskokatolickiego należą do parafii Narodzenia Najświętszej Maryi Panny w Dobrkowie, w dekanacie Pilzno diecezji tarnowskiej.